# Wardarina
Wardarina là một chi ruồi trong họ Tachinidae.

## Các loài
- Wardarina kugleri Herting, 1986[4]
- Wardarina melancholica (Mesnil, 1956)[1]